# Madrasa of Gamal al-Din al-Ustadar
Madrasa of Gamal al-Din al-Ustadar (arabiska: مدرسة جمال الدين الاستدار, franska: Madrasaẗ Ğamāl al-Dīn al-Ustadār, engelska: Madrasat Jamāl al-Dīn al-Ustadār, franska: Mosquée de l'émir Gamâl el-Din el-Ostadâr, Mosquée de Youssouf Gamâl ad-Dîn al-Ostadâr, Yousef Gamal, Mosquée Gamal el-din Oustadar, engelska: Mosque of Gamāl ad-Dīn al-Ustādār, Jami' al-Amir Jamal al-Din al-Ustadar) är ett monument i Egypten.   Det ligger i guvernementet Kairo, i den norra delen av landet, i huvudstaden Kairo. Madrasa of Gamal al-Din al-Ustadar ligger 35 meter över havet.
Terrängen runt Madrasa of Gamal al-Din al-Ustadar är platt. Runt Madrasa of Gamal al-Din al-Ustadar är det mycket tätbefolkat, med 2 711 invånare per kvadratkilometer. Närmaste större samhälle är Kairo, 1,9 km nordväst om Madrasa of Gamal al-Din al-Ustadar. Runt Madrasa of Gamal al-Din al-Ustadar är det i huvudsak tätbebyggt.